# Barranco de Taborno
El Barranco de Taborno es un barranco de la vertiente norte del macizo de Anaga situado en la cuenca hidrográfica o valle de Taborno, también llamado de Las Carboneras, en la isla de Tenerife (Canarias, España).
Administrativamente pertenece a los municipios de San Cristóbal de La Laguna y Santa Cruz de Tenerife, siendo su cauce el límite municipal. Todo su recorrido está protegido bajo el espacio del parque rural de Anaga.
Se trata de un barranco bastante encajonado que nace bajo la montaña Cruz de Taborno y desemboca en una pequeña ensenada formada entre la costa y las bajas de Juan Negrín y del Garajao, cerca de la playa de la Fajana.
En la margen izquierda del valle se encuentra el caserío de Las Carboneras, mientras que en el interfluvio del Barranco de Taborno con el de Afur se sitúa el núcleo de Taborno.

## Galería

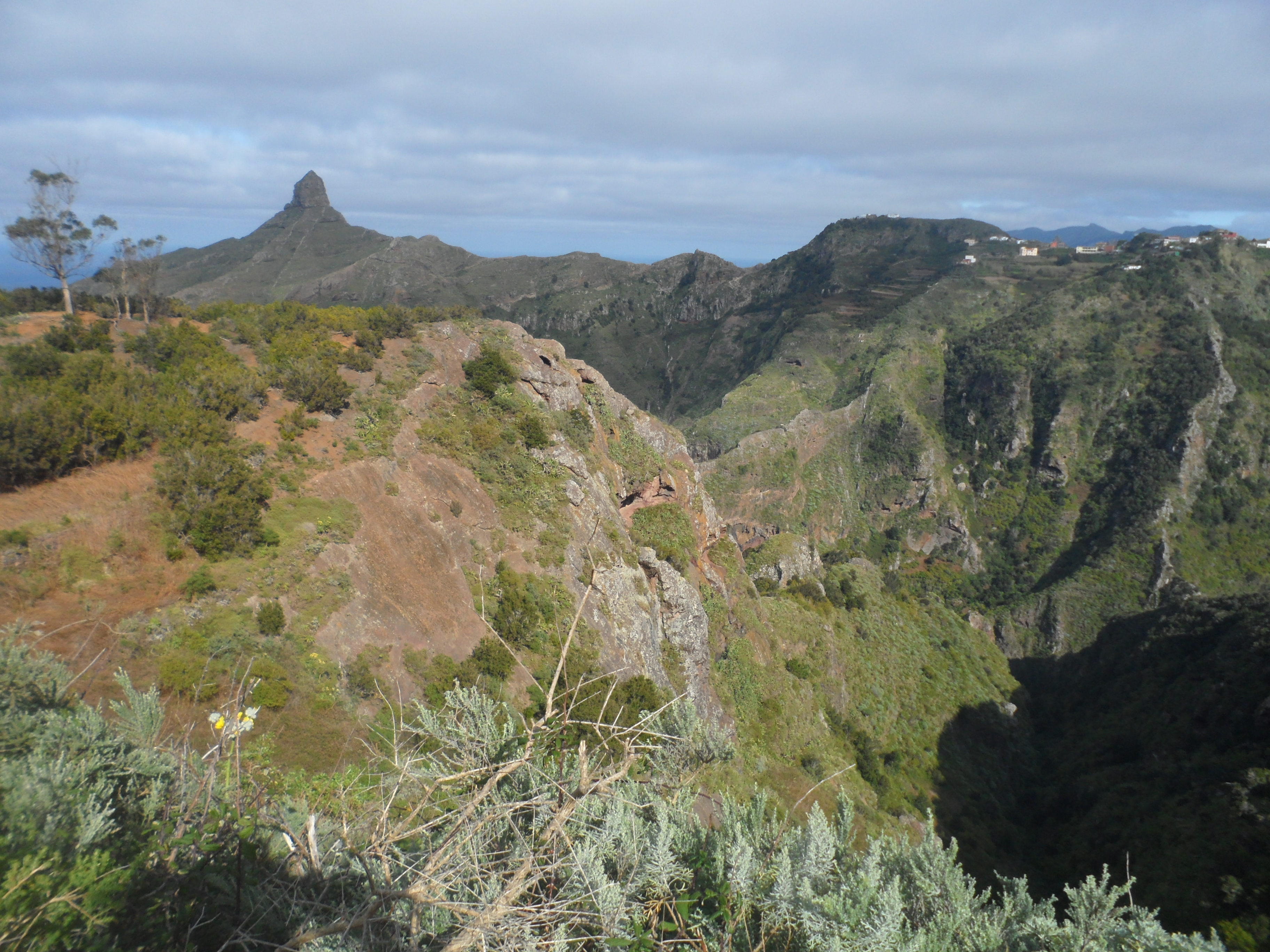
Panorámica del Caserío y Roque de Taborno, visto desde las Carboneras.
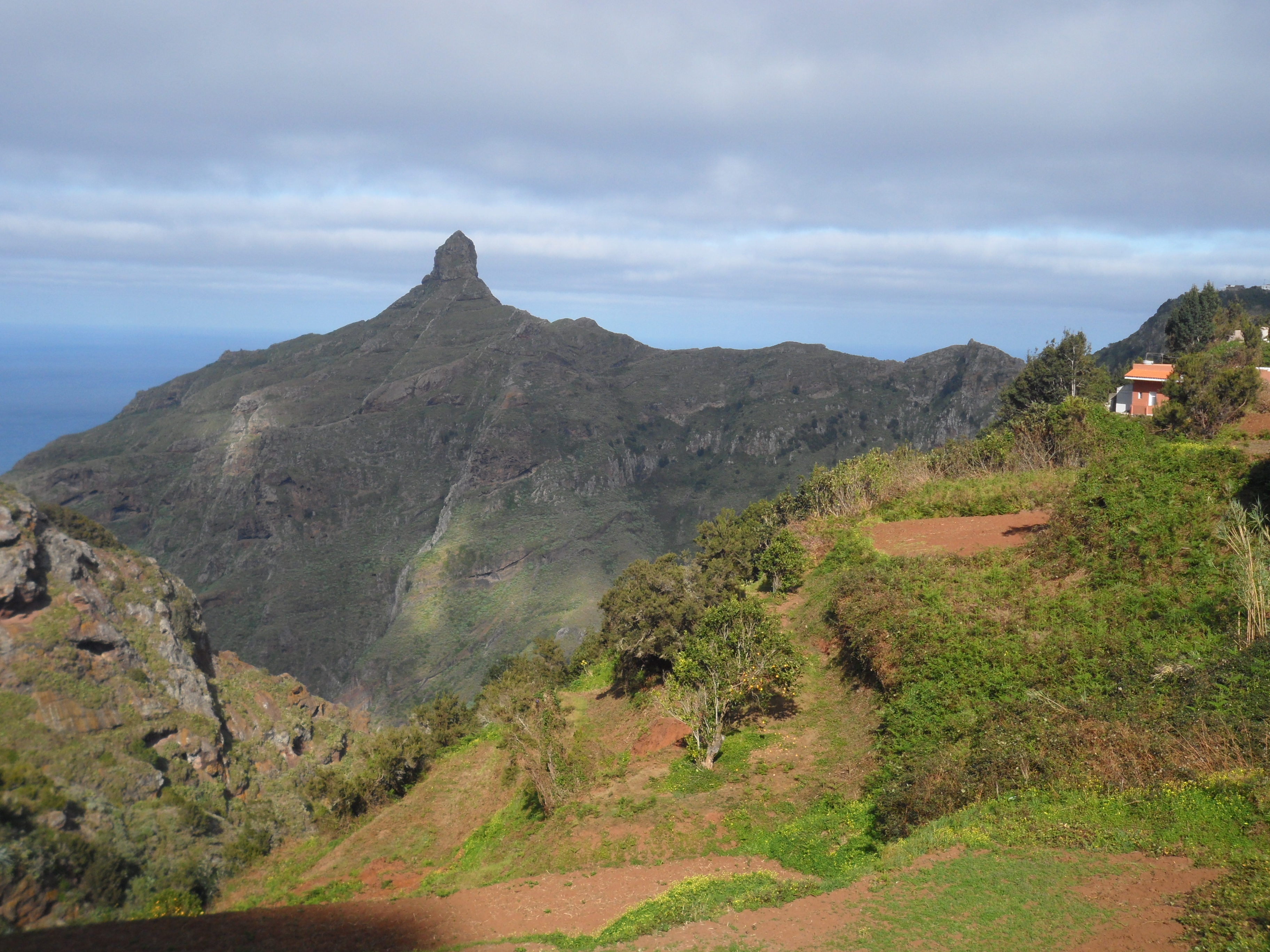
Panorámica del Roque de Taborno, desde Las Carboneras.

- Macizo de Anaga
- Parque rural de Anaga